# Václavov u Bruntálu
Václavov u Bruntálu (en allemand : Wildgrub) est une commune du district de Bruntál, dans la région de Moravie-Silésie, en Tchéquie. Sa population s'élevait à 476 habitants en 2021.

## Géographie
Václavov u Bruntálu se trouve à 9 km au nord-est de Rýmařov, à 7 km à l'ouest-sud-ouest de Bruntál, à 67 km à l'ouest-nord-ouest d'Ostrava et à 211 km à l’est de Prague.
La commune est limitée par Malá Morávka et Rudná pod Pradědem au nord, par Staré Město et Moravskoslezský Kočov à l'est, par Valšov et Velká Štáhle au sud, et par Malá Štáhle et Dolní Moravice à l'ouest.

## Histoire
La première mention écrite de la localité date de 1405.

## Galerie

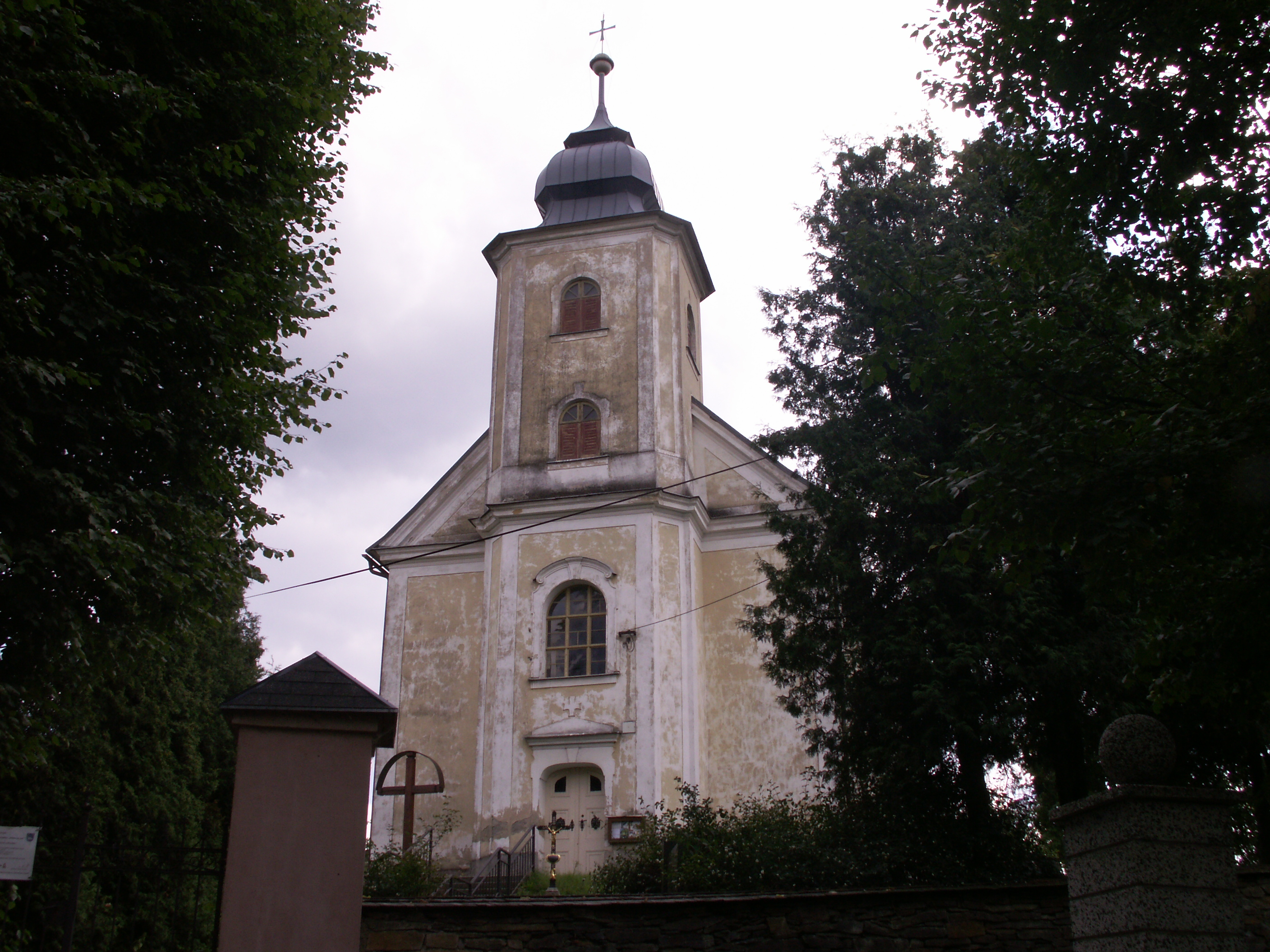
Église de l'Immaculée conception.
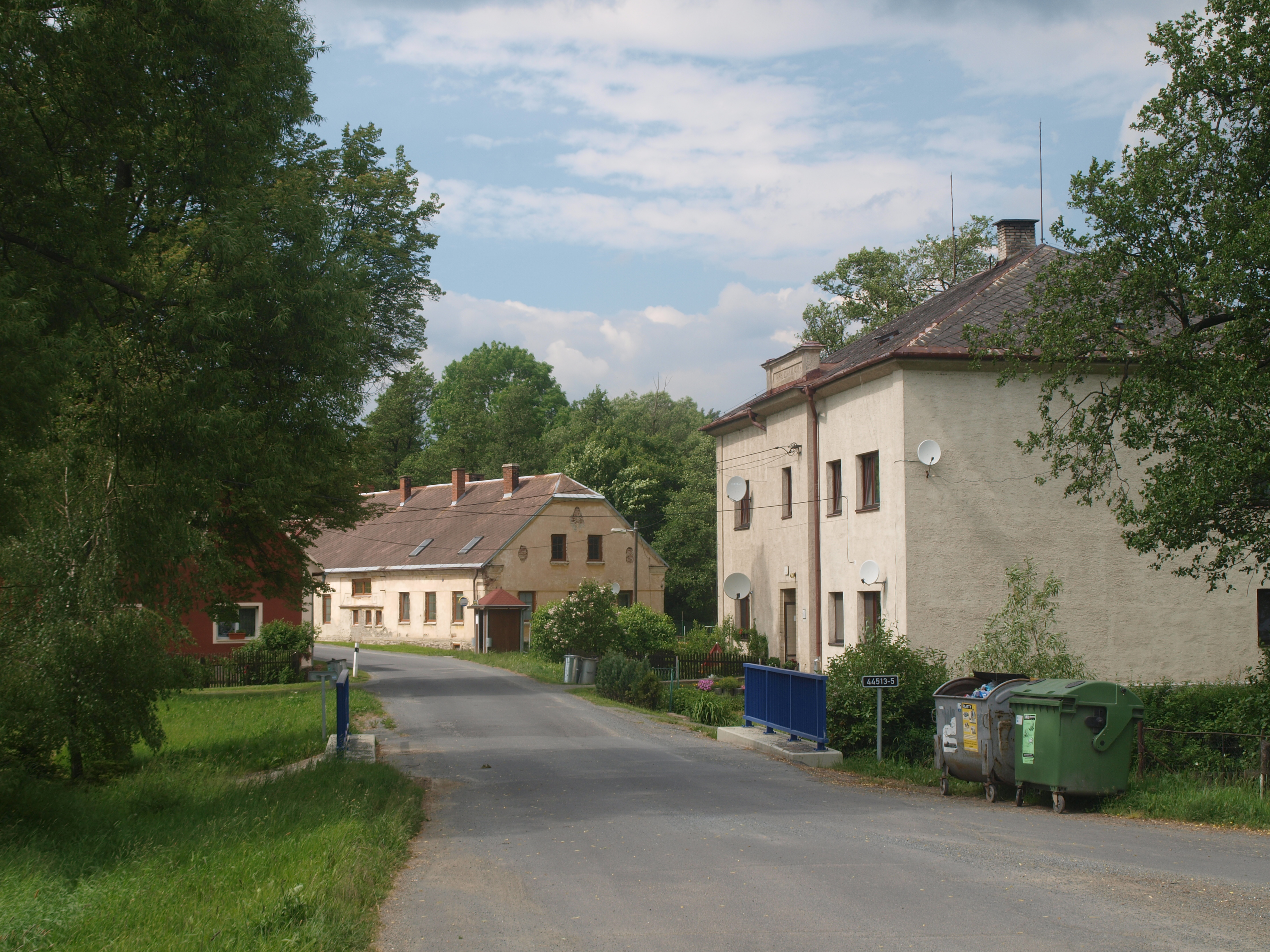
Dolní Václavov : vue princiale.

## Administration
La commune se compose de deux quartiers :
- Dolní Václavov
- Horní Václavov

## Transports
Par la route, Václavov u Bruntálu se trouve à 8 km de Bruntál, à 85 km d'Ostrava et à 279 km de Prague.